# Roger Gautier
Roger Gautier, född 11 juli 1922, död 25 maj 2011 i Nîmes, var en fransk roddare.
Gautier blev olympisk silvermedaljör i fyra utan styrman vid sommarspelen 1952 i Helsingfors.